# کادر آموزشی (فیلم)
کادر آموزشی (انگلیسی: The Faculty) فیلمی در ژانر ترسناک، علمی–تخیلی، و مرموز به کارگردانی رابرت رودریگز است که در سال ۱۹۹۸ منتشر شد.

## بازیگران
- جوردانا بوروستر
- لورا هریس
- جاش هارتنت
- الیجاه وود
- رابرت پاتریک
- پایپر لوری
- فامکه یانسن
- سلما هایک
- بی‌بی نیوورتس
- جان استوارت
- آشر
- کریستوفر مک‌دونالد
- کلیا دووال